# The Big Knife
The Big Knife is een Amerikaanse film noir uit 1955 onder regie van Robert Aldrich. Destijds werd de film in Nederland uitgebracht onder de titel Hollywood zonder make-up.

## Verhaal
Een populaire filmster heeft een drankprobleem. Zijn vrouw wil van hem scheiden. Hij is van plan om zijn filmcontracten niet te tekenen in de hoop dat hij daardoor gelukkig zal worden.

## Rolverdeling
| Acteur            | Personage            |
| ----------------- | -------------------- |
| Jack Palance      | Charles Castle       |
| Ida Lupino        | Marion Castle        |
| Wendell Corey     | Smiley Coy           |
| Jean Hagen        | Connie Bliss         |
| Rod Steiger       | Stanley Shriner Hoff |
| Ilka Chase        | Patty Benedict       |
| Everett Sloane    | Nat Danziger         |
| Wesley Addy       | Hank Teagle          |
| Paul Langton      | Buddy Bliss          |
| Nick Dennis       | Mickey Feeney        |
| Bill Walker       | Russell              |
| Michael Winkelman | Billy Castle         |
| Shelley Winters   | Dixie Evans          |